# Viola cazorlensis
Violette de Cazorla
Espèce
Classification phylogénétique
Viola cazorlensis, la Violette de Cazorla, est une espèce de plantes à fleurs de la famille des Violaceae. Cette Violette est endémique des montagnes d'Andalousie, en Espagne et a pour pollinisateur exclusif le Sphinx colibri. Cette espèce est protégée de façon stricte par la Communauté européenne.

## Caractéristiques
Viola cazorlensis, avec deux taxons étroitement apparentés présents dans la péninsule des Balkans ( Viola delphinantha et Viola kosaninii ), constituent la section Delphiniopsis du genre Viola, une lignée ancienne et apparemment primitive.
C'est une plante vivace. Les fleurs rose pourpre sont caractérisées par un long éperon (jusqu'à 37 mm de longueur, moyenne = 25,1 mm), où le nectar s'accumule à la partie distale (0,24 ± 0,28 ml par fleur). Les fleurs sont auto-fertiles, bien que seulement environ 1% des fleurs puissent produire des fruits de manière autonome. L'action des pollinisateurs augmente considérablement la capacité des plantes à constituer leurs fruits. Du fait de l’exiguïté et de la longueur de son éperon, Viola cazorlensis est dite monophile ; en effet le seul pollinisateur ayant la capacité de la polliniser est le Sphinx colibri, Macroglossum stellatarum,

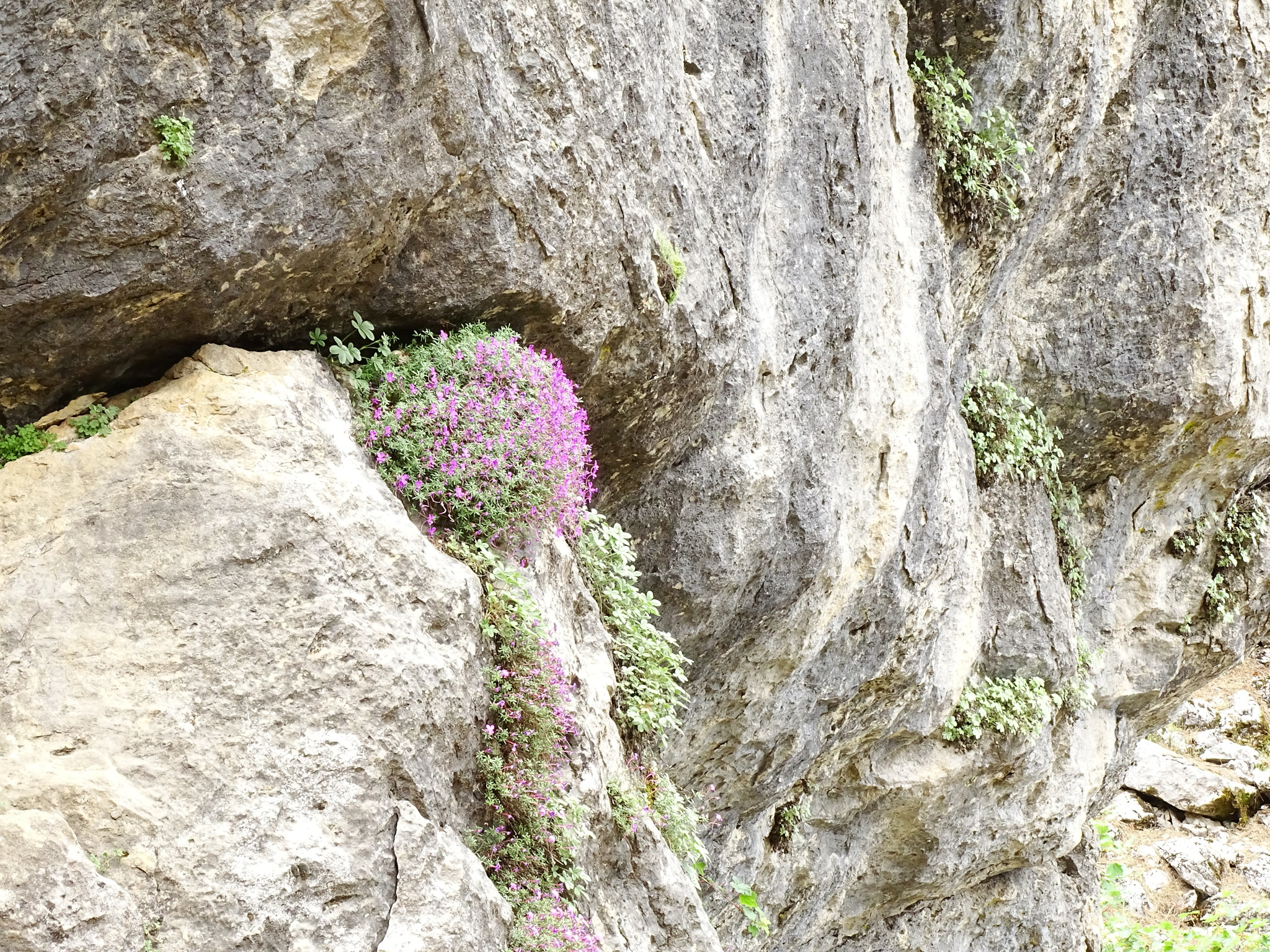
Violette de Cazorla en à Jaén en Andalousie.
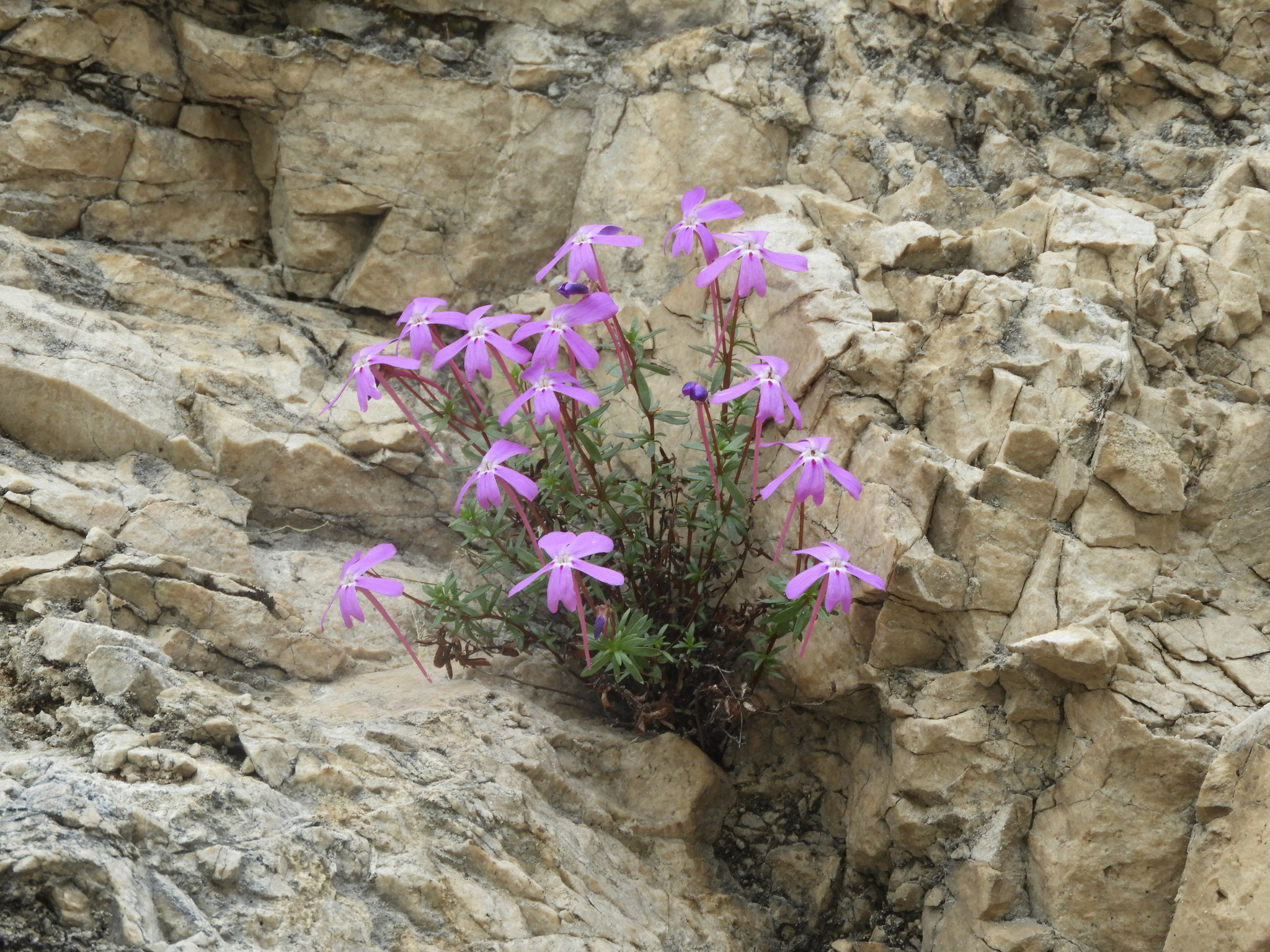
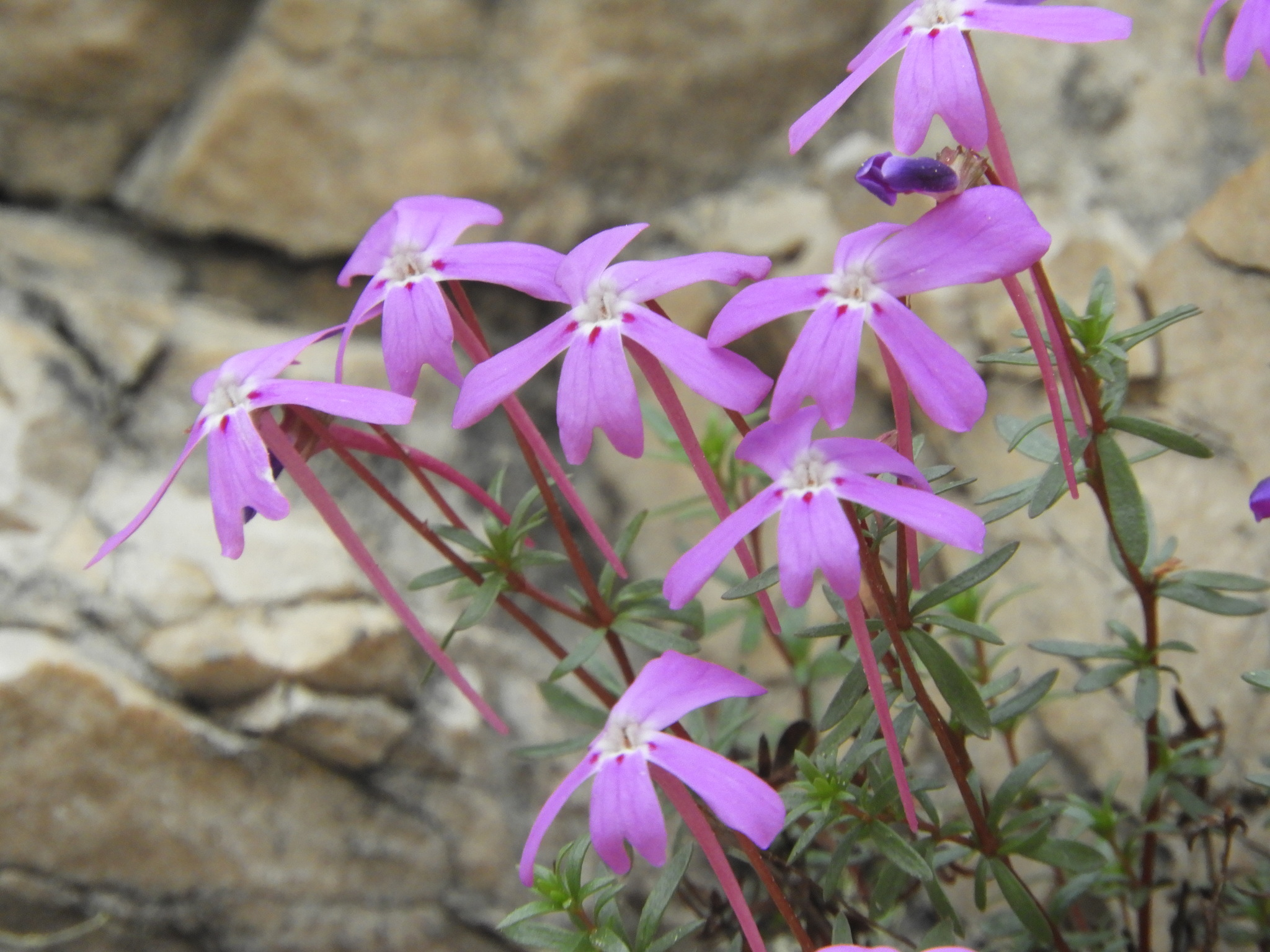
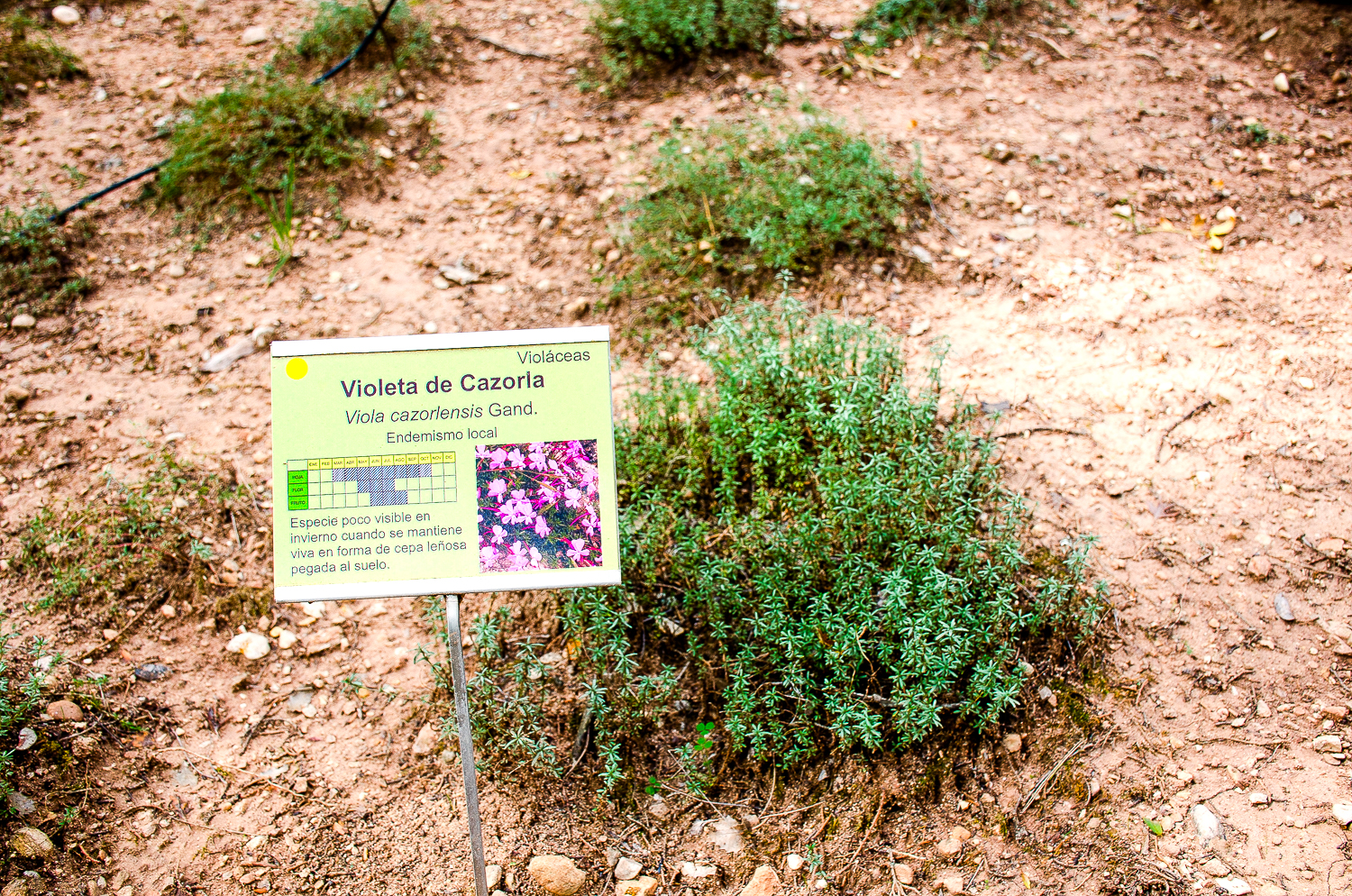
Violette de Cazorla au Jardin botanique de Torre del Vinagre (es) (Andalousie).
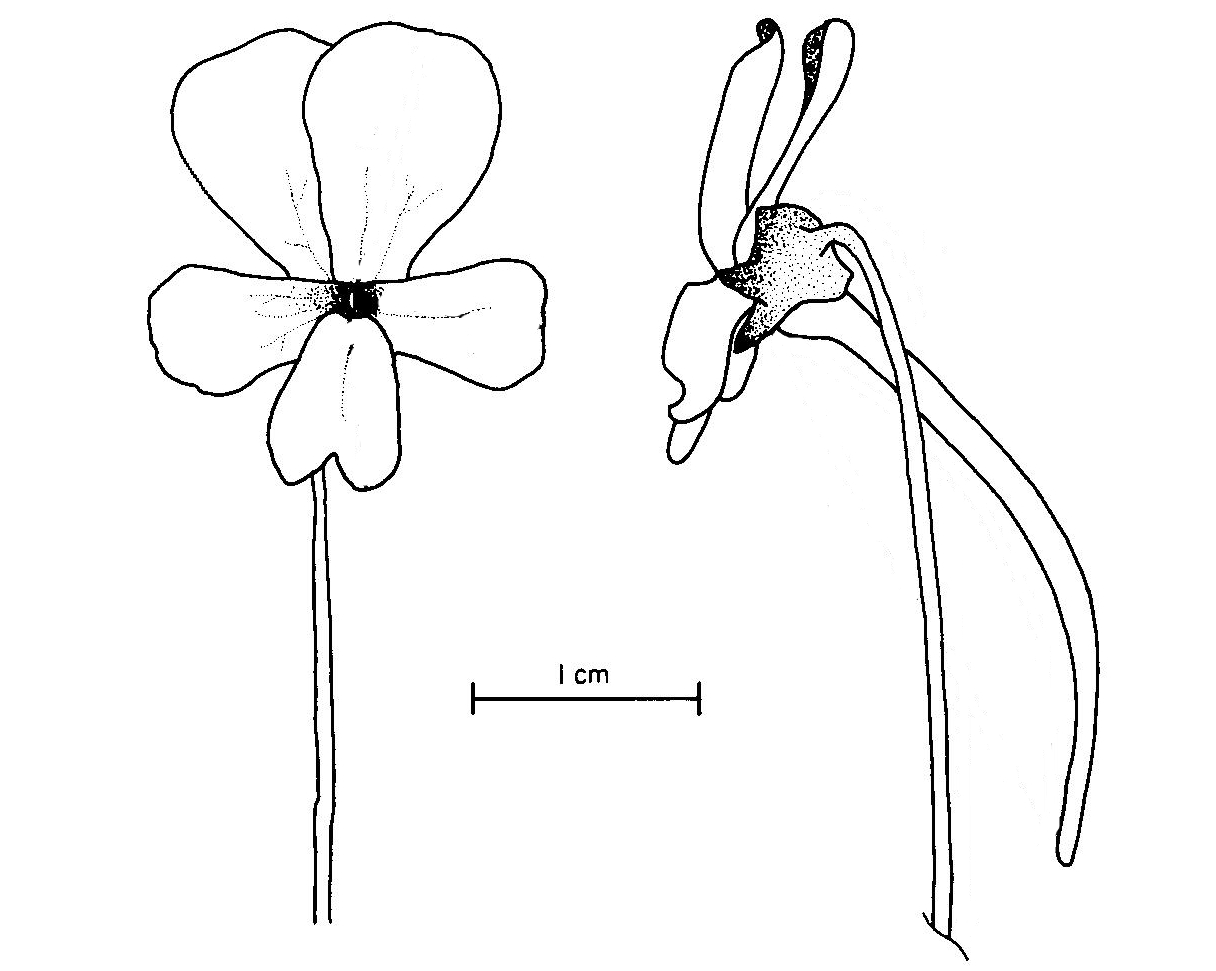
Viola cazorlensis, noter la longueur de l'éperon.

## Répartition et habitat
Viola cazorlensis est endémique des chaînes de montagnes calcaires du sud-est de l'Espagne. Plus précisément, elle vit dans les Sierras de Cazorla, Segura et las Villas ainsi que la Sierra Mágina. Elle se présente sous la forme de petites populations discrètes et éparses, presque invariablement associées à des affleurements rocheux, des falaises et des poches de sols sableux provenant de calcaires fortement altérés sur les crêtes des montagnes. Ces biotopes lui permettent de se protéger de la pression des herbivores.

## Protection
Viola cazorlensis est protégée au sein de la Communauté européenne par la Directive Habitats en Annexe IV. À savoir, "pour les espèces de flore de cette annexe, les États membres doivent prendre toutes les mesures nécessaires à une protection stricte des dites espèces, et notamment interdire leur destruction et la détérioration de leurs habitats" .